# Hemiblabera roseni
Hemiblabera roseni är en kackerlacksart som beskrevs av Karlis Princis 1946. Hemiblabera roseni ingår i släktet Hemiblabera och familjen jättekackerlackor. Inga underarter finns listade i Catalogue of Life.